# Hermandad Penitencial del Santísimo Cristo del Amparo (Zamora)
Hermandad de Penitencia. Cristo del Amparo. Conocida popularmente como las Capas Pardas, es una cofradía católica de la ciudad de Zamora en cuya Semana Santa procesiona, en la noche del Miércoles Santo.

## Historia
Fue fundada en 1956 a iniciativa de don Dionisio Alba Marcos. Actualmente tiene 150 hermanos.

## Imagen
El Santísimo Cristo del Amparo, crucificado de tamaño natural que data de 1787, atribuido a José Cifuentes Esteban. Va colocado sobre una sencilla mesa que representa el Gólgota, y con el único adorno de una calavera y unos cardos.
Su aspecto sobrio resultaba plenamente adecuado para la procesión que se estaba diseñando, y por ello fue elegida esta imagen. Durante el año el Cristo se encuentra expuesto para el culto en la iglesia de San Claudio de Olivares.

## Hábito
Capa alistana, que por su color da nombre a la denominación popular de capas pardas; los hermanos portan un farol de hierro forjado.
La capa es la propia de los pastores de Aliste, Carbajales y Sayago, pero no la de trabajo, sino la que utilizaban en días especiales.

## Procesión
Es una procesión intimista, a imagen de las procesiones de la zamorana comarca de Aliste, con ambiente y elementos rurales de una estética incomparable. Es conocida popularmente como la procesión de "las capas pardas", debido al hábito que presentan los hermanos.
Los cofrades desfilan dispuestos en forma de cruz latina. El Cristo es llevado sobre unas sencillas andas portadas por doce hermanos a dos hombros, con la iluminación de solo cuatro faroles rústicos, para realzar el patetismo de la imagen en la oscuridad de la noche. Las matracas anuncian el paso de la procesión. Un bombardino y un cuarteto de viento interpretan piezas fúnebres a lo largo del recorrido, marcado por las calles en torno al Castillo, siendo su momento más significado el paso bajo la Puerta del Obispo.
Cuando la Cofradía regresa al templo de partida, un coro entona el Miserere Popular Alistano.